# Dahlica transsilvanica
Dahlica transsilvanica is een vlinder uit de familie van de zakjesdragers (Psychidae). De wetenschappelijke naam van deze soort is voor het eerst voorgesteld als Siederia transsilvanica door René Herrmann en Michael Weidlich in een publicatie uit 1999.
De soort komt voor in Roemenië.